# Eumaiochoerus
Eumaiochoerus — вимерлий рід парнопалих, що жив у міоцені в Італії.

## Опис
У Eumaiochoerus була коротка морда, лопатчасті верхні різці та невеликі нижні долотоподібні бивні. Скам'янілості Eumaiochoerus були знайдені в Баччінелло та Монтебамболі в Італії, яка на час свого існування була ланцюгом островів. Eumaiochoerus справді має ознаки острівного ссавця, будучи набагато меншим за розміром, ніж його материковий родич Microstonyx.